# Tapipa
Tapipa es un pueblo del Estado Miranda, Venezuela, y capital de la parroquia Ribas, que pertenece al Municipio Acevedo.

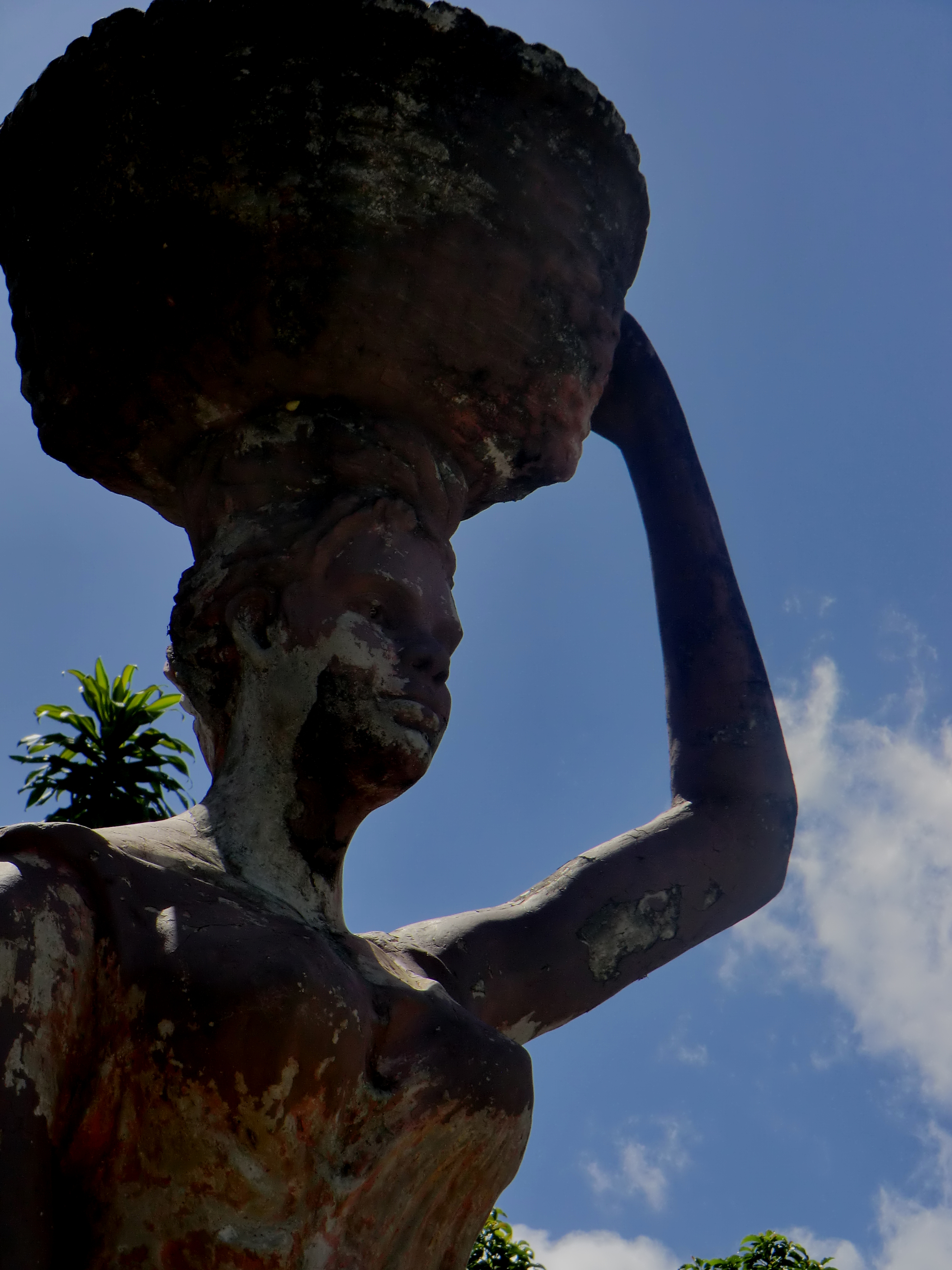
Monumento a la mujer barloventeña en Tapipa.

## Población
La población de Tapipa es de 6266 habitantes según el censo de 1990. (8.500 hab, estimado 2023).

## Historia
Fue fundada en el siglo XVIII, por el Obispo Mariano Martí, el 20 de enero de 1784 (241 años). Surgió en medio de las haciendas de cacao de la zona. La mayoría de su población es afrodescendiente.

## Geografía
Es una localidad, es un pueblo no un caserío; es un sitio poblado del municipio Acevedo en el estado Miranda, ubicado a aproximadamente 9,26 km de Caucagua (municipio Acevedo) y 24,95 km de Mamporal (Buroz), a 35 m s. n. m.
Zona postal: 1224.                                   Estado: Miranda
Municipio: Acevedo
Parroquia: Ribas
Zona: Barlovento.
País: Venezuela.
Ocupa 4,5 ha y  cerca de ella transcurren los ríos Tuy y el Cuira.

## Cultura y folclore
Cuenta con la Casa de la Cultura “José Félix Ribas”. Tapipa es considerada la cuna del folklore de la región de Barlovento. Entre sus festividades destacan la Parranda de San Juan. También es la cuna de una importante agrupación cultural, el “Teatro Negro de Barlovento”, fundada por Armando Urbina. Festividad de la Cruz de Mayo, Fiestas patronales en honor a  San Juan Nepomuceno. Festividad en honor a San Juan Bautista, una parranda para San Juan. El 24 de junio.
El Grupo Scout Tapipa 12 forma parte de la Comunidad de Tapipa, la Agrupación Scout organizada por los Scouters Joel Caballero, Carlos Vaamonde y Nelly Hernández, inicio sus actividades el 28 de enero de 2012,  y es impulsora del Escultismo en esta parte de Barlovento muestra de ello es recibiendo el reconocimiento con la Orden Guillermo Ribas por el Municipio de Acevedo en septiembre de 2012.

## Sitios de interés
Plaza “José Félix Ribas”. Monumento a la Mujer Barloventeña. Haciendas de Cacao. Río Cuira. 

## Economía
La economía gira en torno a la agricultura, especialmente el cacao. También se cultiva café, plátanos, tubérculos y caña de azúcar.

## Comunicación
No hay servicio de transporte público entre Tapipa y otras poblaciones, excepto con Caucagua, la capital del Municipio.

## Religión
Cuenta con los Padres Misioneros de la Consolata desde 1980. Cabe destacar que han trabajado diferentes sacerdotes que han compartido con la comunidad de Tapipa y las demás Parroquias. Y hoy en día cuenta con los Padres Silvanus Ngugi y Charlee Chazaca. Misioneros de la Consolata de origen africano.
Los Padres atienden la Parroquia de Panaquire: Nuestra señora de la Candelaria, La Parroquia del Clavo: Santa Rosa de Lima; con su respectivos caseríos cada una...
- Datos: Q6138804